# 行為 (法律)
行為（英語：act，有法律效果的行為）指基於人類自由意思的身體活動。行為可分為作為（德語：Handeln）、放任（德語：Duldung (Recht)）、不作為（德語：Unterlassen）三種不同型態；但在一些法律系統中僅有作為與不作為兩種型態，如中華民國法律與中華人民共和國法律。
按法理學觀點，法律行為是社會主體所實施的、能夠發生法律上效力、產生一定法律效果的行為，包括合法行為與違法行為。基本特點是社會性與法律性：法律性指法律行為具社會意義，法律性指法律行為必須由法律規範予以調整。

## 刑法
刑事責任的歸屬以行為為前提。有認為具刑法意義的行為係有人格表現的行為，即｢心理/精神現象｣的行為；亦有認為具刑法意義的行為係出於意思所主宰支配的人類行止，內在要素必須有意思支配的可能性，外在要素則須具備社會重要性的身體行止。單純的反射動作、睡夢中的反應、絕對強制下的行為、因病抽搐之動作等皆非刑法上之行為。行為論即是分析哪些事件可以作為當受刑法評價的行為的學說。

### 三階層論
現今歐陸法主要以犯罪三階論作為犯罪論的通說，該理論將犯罪區分為「構成要件」、「違法性」和「罪責」三個部分，其中構成要件又可分為「主觀構成要件」和「客觀構成要件」，分別指犯罪行為人的內心意思活動與外在客觀事實。而「行為」（Handlung）則是客觀構成要件的要素之一，精確地稱為構成要件行為，意指侵害法益的特定作为。刑法原則上只處罰積極的侵害行為，但在某些特殊情況，如果行為人負有保證地位及義務，則消極的不作为亦有可能構成犯罪，該不作為即屬犯罪行為。

### 四要件論
中国大陆對於犯罪論採行特有的「四要件理論」，當中危害行為是其要件之一。危害行为分为三种基本形式：作为（commission）、不作为（omission）以及持有（possession）。

## 民法
行為於民法上，可以是債的權利義務之客體——物以外的權利義務客體均屬行為；亦可以是造成侵權、不當得利、無因管理的原因——如此的事實行為又將創設新的債。
需要注意，民法中的法律行為（德語：Rechtsgeschäft，即「法律交易」之義）並不是「行為」，而是意思表示；因其可產生法律後果，而視作行為。